# 柯俊煌
柯俊煌（1994年6月28日—），出生於福建晉江，中國男子排球運動員，亦為中國國家男子排球隊成員，身高1.84米，司職自由人，現時效力於福建師範大學男排。

## 运动生涯
柯俊煌出生於「排球之鄉」晉江下伍堡。2015年，他首次入選國家隊，改寫福建男排16年來沒有成年隊國手的歷史。2016年再次入選國家隊，參與亞洲排球錦標賽，並獲得亞軍。2017年三度入選國家隊。